# 아인지델른역
아인지델른역(Einsiedeln)은 스위스 슈비츠주와 아인지델른에 있는 기차역이다. 역은 쥐토스트반 소유인 베덴스빌에서 아인지델른까지 가는 철도의 종점이다. 이 역은 취리히 S-반 서비스 S13에서 베덴스빌까지, S40에서 라퍼스빌까지 운행된다.